# Џеки Вивер
Жаклин Рут „Џеки” Вивер (енгл. Jacqueline Ruth „Jacki” Weaver; 25. мај 1947) је аустралијска позоришна, филмска и телевизијска глумица. Интернационално је позната по улогама у филмовима Животињско царство и У добру и у злу који су јој донели номинације за Оскара за најбољу глумицу у споредној улози.